# Ziskensee
Der Ziskensee ist ein kleiner, isolierter Waldsee zwischen dem Großen Treppelsee im Norden und dem Wirchensee im Süden. Der See wird von Feuchtwiesen und Kleinstgewässern umgeben. Die Schlaube fließt östlich des Sees, an ihr befindet sich der Standort der Kieselwitzer Mühle mit ihrer Fischaufzucht.
Im Jahre 1665 findet sich die Schreibweise Zisten See, niedersorbisch bedeutet cysty rein oder klar.

## Sonstiges
Ein Naturlehrpfad führt um die Schlaube herum, vom Wirchensee bis zum Ziskensee, am Pfad befinden sich Informationstafeln für den interessierten Wanderer. 
Die Kleinstgewässer am Ziskensee und der See selbst stellen offene Moorweiher des Verlandungshochmoores dar. Nördlich des Sees liegt eine offene Moorfläche. Vor allem südlich des Sees in den Kesselwiesen befinden sich zahlreiche Gräben und Fließe, welche in Verbindung zur Schlaube stehen. Hier blühen Fieberklee, Sumpfblutauge, Sumpf-Calla, Sumpfporst und Moosbeere. Nach Westen hin steigt das Gelände um etwa 30 m deutlich an.
Baden im Naturpark Schlaubetal ist nur an sehr wenigen Seen möglich, am Ostufer des Ziskensee befindet sich eine ausgewiesene Stelle. Das Angeln ist ausschließlich am Ost- und am Nordwestufer an den gekennzeichneten Angelstellen erlaubt.
Jagdgäste finden am See eine Jagdhütte vor, welche gemietet werden kann. Im Revier leben Rot-, Muffel-, Reh- und Schwarzwild. Wanderreiter finden hier einen Rastplatz, wenn sie mit dem Förster unterwegs sind.